# Neodriessenia hirta
Neodriessenia hirta är en tvåhjärtbladig växtart som först beskrevs av Henry Nicholas Ridley, och fick sitt nu gällande namn av Madhavan Parameswarau Nayar. Neodriessenia hirta ingår i släktet Neodriessenia och familjen Melastomataceae. Inga underarter finns listade i Catalogue of Life.